# Надворнянская городская община
Надворнянская городская общи́на (укр. Надвірнянська міська громада) — территориальная община в Надворнянском районе Ивано-Франковской области Украины.
Административный центр — город Надворная.
Население составляет 43065 человека. Площадь — 190,8 км².

## Населённые пункты
В состав общины входят 1 город (Надворная) и 12 сёл:
- Верхний Майдан
- Гвозд
- Красная
- Лесная Велесница
- Лесная Тарновица
- Лоевая
- Мирное
- Млыны
- Молодков
- Назавизов
- Парище
- Стримба